# Teatr Tańca i Ruchu Rozbark
Teatr Rozbark, właśc. Bytomski Teatr Tańca i Ruchu Rozbark – teatr, instytucja kultury miasta Bytom, powołana 28 października 2013 roku. Główna siedziba znajduje się w dawnej, zabytkowej cechowni Kopalni Węgla Kamiennego Rozbark, powstałej w 1868 roku (od 2007 roku wpisana do rejestru zabytków). Teatr Rozbark jest efektem wieloletniej tradycji tańca współczesnego, stworzonej w Bytomiu przez nieistniejący już Śląski Teatr Tańca.
W latach 2014–2019 instytucja kierowana była przez Adriana Lipińskiego (dyrektor) oraz Annę Wróblowską (menedżer). Jego zadaniem była likwidacja Śląskiego Teatru Tańca oraz stworzenia od podstaw nowej instytucji. W trakcie pięcioletniej kadencji zespołem artystycznym kierowała Anna Piotrowska, która w 2019 roku została powoła przez Prezydenta Miasta Bytomia na dyrektorkę Teatru Rozbark. Funkcję tę sprawuje do dziś.

## Działalność repertuarowa

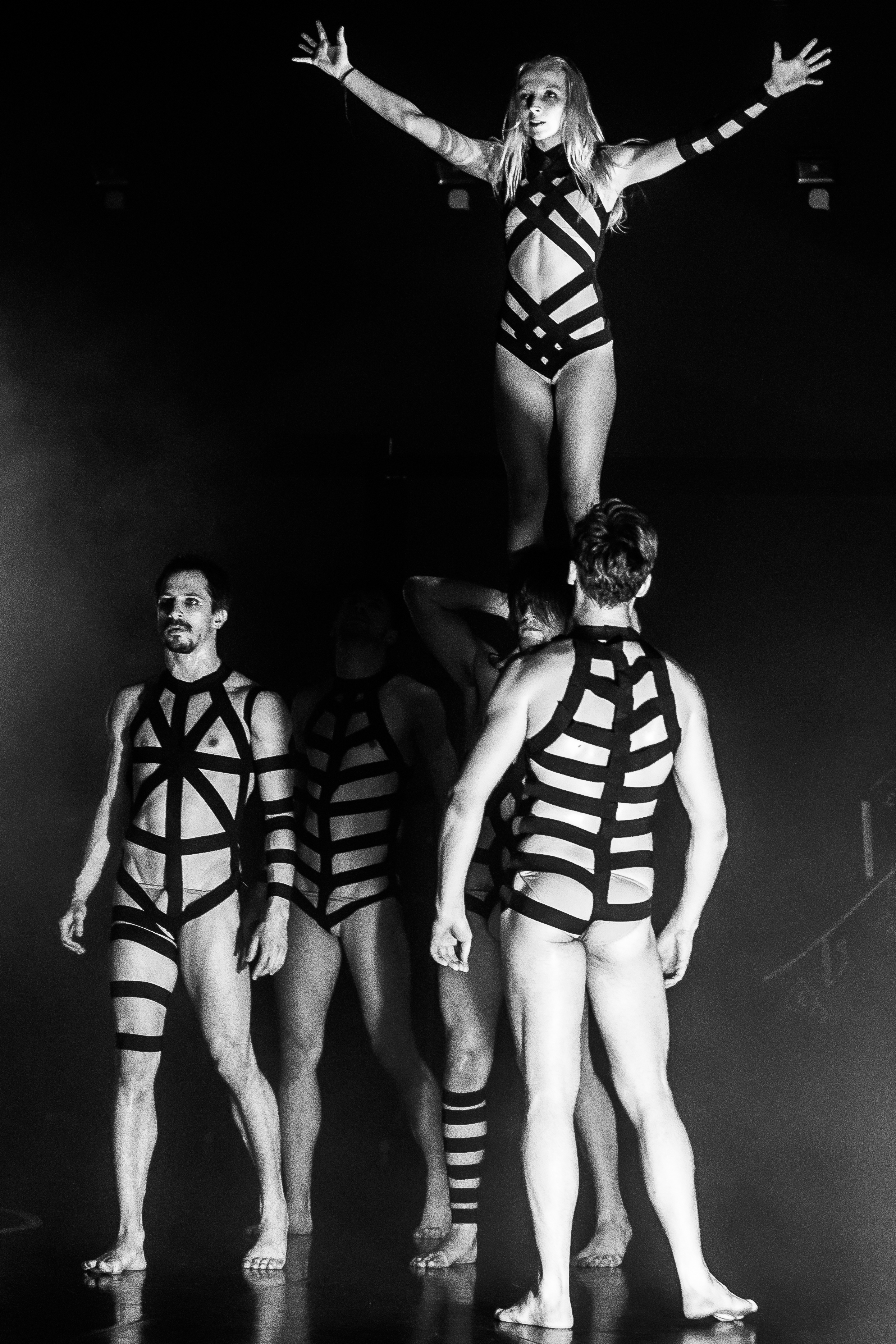
Podziemne słońca – chor. Anna Piotrowska

Misja teatru to przybliżenie odbiorcom sztuki, jaką jest taniec, ruch i choreografia przez różne formy, które stanowią przede wszystkim festiwale, rezydencje, a także programy edukacyjne i społeczne. Tworzy i propaguje taniec współczesny, wzbogacony o najróżniejsze formy teatralne i ruchowe. Repertuar teatru opiera się głównie na produkcjach stworzonych przez obecną dyrektorkę, Annę Piotrowską, oraz dyplomach studentów Wydziału Teatru Tańca w Bytomiu Akademii Sztuk Teatralnych Teatr w Krakowie. W okresie przedpandemicznym teatr nawiązywał współpracę z twórcami z całej Polski oraz zagranicy (m.in. Jakub Lewandowski, Maciej Kuźmiński, Ivgi&Greben, Cecilia Moisio, czy Paul Bergatto).
Spektakle teatru były prezentowane w najważniejszych ośrodkach tanecznych w Polsce tj. Warszawa, Wrocław, Kraków, Lublin, Białystok, Gdańsk, Poznań i wiele innych miast. Ponadto instytucja ma na swoim koncie prezentacje w Niemczech, Francji, Holandii, Węgrzech i Turcji. Spektakle Teatru ROZBARK zdobywały nagrody i wyróżnienia na licznych festiwalach. Został on m.in. nagrodzony w 2016 roku dwoma Złotymi Maskami – Nagrodami Marszałka Województwa Śląskiego – dla Elżbiety Okupskiej (w kategorii „Rola wokalno-aktorska” za kreację w spektaklu „Byłam wróbelkiem – sekrety Edith Piaf”) i Anny Piotrowskiej (w kategorii „Nagroda specjalna” za reżyserie i choreografie w Teatrze Rozbark).

## Teatr Integra
Bardzo ważną częścią instytucji jest INTEGRA, czyli grupa taneczno-ruchowa, zainicjowana i prowadzona przez Ewelinę Dehn i Beatę Grzelak-Szwedę. Jej celem jest przełamywanie barier tanecznych, dotyczących szeroko pojętej niepełnosprawności. Grupa zrzesza zarówno osoby o alternatywnej motoryce, z upośledzeniami intelektualnymi. Ideą, która towarzyszy grupie jest integracja pomiędzy osobami pełno i niepełnosprawnymi. Przesłaniem i koncepcją INTEGRY jest chęć działania, wyrażania siebie, zbliżania do siebie ludzi i wydobywania z nich tego co najlepsze poprzez działania teatralne, taneczne, ruchowe. INTEGRA to przestrzeń dla ludzi i między ludźmi, jest ich azylem i strefą wolności.
Grupa uczęszcza na regularne spotkania, które odbywają się raz w Teatrze Rozbark, podczas których aktywnie działa i twórczo się rozwija, przygotowując kolejne spektakle.
Do tej pory INTEGRA zrealizowała takie spektakle jak „Sen”, „Inni”, „Nie ograniczaj mnie”, „Fantazja”, „Odnaleźć siebie”, „Bajlandia”, „ Ty i Ja” oraz „Między nami”. Przedstawienia brały udział w konkursach na terenie całej Polski i zdobyły na nich takie nagrody jak:
- I miejsce trzy lata z rzędu na VI, VII i VIII Festiwalu Małych Form Artystycznych w kategorii bez Barier-dorośli (2017, 2018, 2019)
- Nagroda Prezydenta Bytomia MUZA 2020 w dziedzinie kultury (2020)[13]
- I miejsce w kategorii Bez Barier – Dorośli XII FARA Festiwal Amatorskiego Ruchu Artystycznego w Chorzowie za spektakl „Między nami” (2023)[14]

## Inne formy aktywności
W 2017 roku ROZBARK był jednym ze współorganizatorów Polskiej Platformy Tańca (która powszechnie uchodzi za jedno z najważniejszych wydarzeń na kulturalnej mapie kraju. Ma ona na celu wyłonienie i promocję najbardziej oryginalnych, ciekawych polskich produkcji tanecznych. W tym samym roku odbyła się tu Ogólnopolska Konferencja Kultury (przedsięwzięcie Ministerstwa Kultury i Dziedzictwa Narodowego) zaplanowana z myślą o rozpoznaniu i wcieleniu w życie potrzeb i zamierzeń polskich środowisk artystycznych. W ramach konferencji odbyły się sympozja oraz plenarne obrady z udziałem środowiskowych autorytetów, artystów i organizatorów. Podjęli się oni omówienia najistotniejszych zagadnień wiążących się z aktualnym stanem kultury w Polsce, zarówno w jej wymiarze instytucjonalnym, jak i z punktu widzenia indywidualnego twórcy.

## Programy społeczne i edukacyjne
Instytucja ma na swoim koncie projekty kierowane do młodzieży w wieku licealnym. Przykładem może być „Ciało jako medium”, które miało na celu przybliżenie wiedzy z zakresu tańca i ruchu poprzez udzielenie nieodpłatnych wykładów, warsztatów, seminariów.
Z kolei projekt „mufmi_Rozbark” autorstwa Anny Piotrowskiej skupiał swoje poszukiwania na ciele, szeroko pojętym ruchu, tańcu, improwizacji i budowaniu kompozycji. W jego ramach prowadzono zajęcia na poziomie średnio zaawansowanym i zaawansowanym z tańca współczesnego, fizycznego i improwizacji tanecznej. Efektem końcowym „mufmi_Rozbark” było powstanie spektaklu „Out of structure”.
Teatr Rozbark stale wzbogaca swoją ofertę kulturalną również poprzez organizację festiwali, takich jak półfinał międzynarodowej platformy małych form tańca współczesnego, Solo Duo Dance Festival, Rozbark Dance czy autorski program Grajfka, trzymiesięczne warsztaty tańca współczesnego dla młodzieży, współtworzone przy wsparciu Instytutu Muzyki i Tańca.

## Rezydencje
W 2018 roku zainicjowano program rezydencyjny „Młodzi na scenę”, mający na celu producenckie wsparcie artystów reprezentujących szeroko rozumiany teatr tańca i ruchu w przygotowaniu premierowego spektaklu. Dotychczas zrealizowane w ramach rezydencji propozycje to:
- „smell.me.ordinary piece” Company HAA & ODD (2018)
- „Manhattan” Dominiki Wiak i Danieli Komędery-Miśkiewicz (2019)[24]
- „Pejzaż przed katastrofą” Hygin Delimat (2019)[25]
- „Biegnący” Zuzanny Kasprzyk i Andrzeja Molendy (2019)

Oprócz wspomnianych wyżej projektów, w Teatrze Rozbark swoje spektakle rezydencyjne zrealizowali tacy twórcy jak:
- Joanna Chułek – „1725 m n.p.m.” (2015)[26]
- Katarzyna Kostrzewa, Anna Raj - „CelaS” (2016)
- Agnieszka Bednarz – „Let It Be. PoBYT zorganizowany” (2017)[27]
- Anna Piotrowska „carpe(t) diem”, w ramach programu |R|:|R| REZYDENCJA: ROZBARK dla PRACOWNI TAŃCA PRYZMAT z Olsztyna (2017)[28]
- Anna Piotrowska, Marek Wieczorek „KURU” (2017)[29]
- Vagabond Physical Collective – „Lorem Ipsum”(2018)[30]
- Márta Ladjánszki „statusM”, (2018)[31]
- Szymon Michlewicz-Sowa – „Kanarki” (2020)[32]
- Paweł Urbanowicz – „Medytacje” (2021)
- Alica Minar – „Devourer” (2021)[33]

## Nagrody
- Złote Maski (2016) w kategorii „Rola wokalno-aktorska”) dla Elżbiety Okupskiej za kreację w spektaklu „Byłam wróbelkiem – sekrety Edith Piaf” oraz dla Anny Piotrowskiej w kategorii „Nagroda specjalna” za reżyserie i choreografie w Teatrze Rozbark.
- Pierwsza Honorowa Nagroda Specjalna OFF oraz Nagroda Publiczności za spektakl „Szekspir: makieta” na Festiwalu Szekspirowskim w Gdańsku (2021).
- Złota Maska (2021)[34] w kategorii „Choreografia / Ruch sceniczny”) dla Anny Pietrowskiej za choreografię w spektaklu „Gemini tryptyk” oraz „Policzalni”.